# Привет, Андрей!
«Привет, Андрей!» — вечернее развлекательное шоу Андрея Малахова, выходящее на телеканале «Россия-1» с 16 декабря 2017 года по субботам в 18:00 (с 2022 года в 17:50). С 27 марта 2022 года по воскресеньям также выходит спин-офф проекта, который получил название «Песни от всей души».

## О программе
До августа 2017 года Андрей Малахов работал на «Первом канале», где последний год вёл программы «Пусть говорят» (с 23 июля 2001 года) и «Сегодня вечером» (с 1 сентября 2012 года). Однако в августе 2017 года Малахов покинул «Первый канал» и перешёл в ВГТРК на телеканал «Россия-1». Если аналог «Пусть говорят» на этом телеканале существовал — «Прямой эфир», то аналога «Сегодня вечером» на момент перехода Малахова не было. 
В ноябре 2017 года на церемонии вручения золотой медали имени Льва Николаева Андрей Малахов сообщил о запуске нового субботнего шоу, для которого, по его словам, создавалась «самая красивая» студия. Программа создавалась при сотрудничестве продюсера Александра Митрошенкова. Первый эфир программы состоялся 16 декабря 2017 года.
Примерно с сентября 2021 по марта 2025 года формат шоу постепенно поменялся: вместо встреч со звёздами всё больше выпусков программы посвящено музыкальным эпохам и событиям России и регионов.

## Другие проекты
7 января 2022 года вышел только один выпуск вечернего шоу «Сегодня пятница!» от создателей шоу «Привет, Андрей!». Участвовали певцы из глубинки. Среди гостей был дуэт Galibri & Mavik.
С 27 марта 2022 года в эфире телеканала «Россия-1» по воскресеньям, иногда и в другие дни стало выходить шоу «Песни от всей души».

## Критика
Обозреватель «Новой газеты» Слава Тарощина отметила «Привет, Андрей!» среди программ, олицетворяющих маргинальную «таблоидную культуру», которая на российском телевидении претендует на место основной. Одним из худших эфиров Малахова она назвала выпуск, вышедший в день смерти режиссёра Марка Захарова — по мнению автора, по-настоящему близкие к покойному люди не стали бы участвовать в таком шоу «из соображений сангигиены», а главной приметой подобных форматов, перемежающих юбилеи и поминки, стал «этический аутизм». 
Искусствовед Людмила Семёнова, анализируя в своей колонке для издания «Росбалт», выпуск о вражде между Ксенией Собчак и Анастасией Волочковой, высказала сомнение в значимости выбираемых программой тем и их способности заинтересовать зрителя. 
Телекритик Ирина Петровская обращала внимание на то, как в программе, посвящённой телевидению 1990-х годов, «старательно обходили „деликатные“ темы», связанные со свободой слова и исчезновением из эфира многих журналистов того времени.